# فريد كولستون
فريد كولستون (بالإنجليزية: Fred Colston)‏ مواليد 25 يناير 1884 في بالتيمور - الوفاة 19 نوفمبر 1918 في فرنسا، كان لاعب كرة مضرب أمريكي. شارك في الحرب العالمية الأولى. مات بالقرب من فردان بعد ثمانية أيام من نهاية الحرب.

## الخط الزمني للأداء
مفتاح
| ف | ن | ن.ن | ر.ن | د# | د.م | ل | أ.أ | ت | غ | ب | ف | ذ | م.خ | ل.ت |

(ف) فاز بالبطولة (ن) وصل النهائي (ن.ن) نصف النهائي (ر.ن) ربع النهائي (د#) الأدوار الأربعة الأولى (د.م) دور المجموعات (ل) شارك في كأس ديفيز (أ.أ) خرج من الأدوار الاولى (ت) خسر التصفيات التأهيلية (غ) غاب عن الحدث أو البطولة (ب) حصل على ميدالية برونزية (ف) حصل على ميدالية فضية (ذ) حصل على ميدالية ذهبية (م.خ) بطولة الماسترز خُفضت إلى مرتبة أقل (ل.ت) البطولة لم تعقد في السنة المعينة.
لتجنب الارتباك وازدواجية الحساب، يتم تحديث هذه المعلومات إما في نهاية البطولة، أو عندما تكون مشاركة اللاعب في البطولة قد انتهت.
| الدورة             | 1904 | 1905 | 1906 | 1907 | 1908 | 1909 | 1910 | 1911 | 1912 | 1913 |
| ------------------ | ---- | ---- | ---- | ---- | ---- | ---- | ---- | ---- | ---- | ---- |
| دورات الجراند سلام |      |      |      |      |      |      |      |      |      |      |
| أستراليا المفتوحة  | ل.ت  | غ    | غ    | غ    | غ    | غ    | غ    | غ    | غ    | غ    |
| بطولة ويمبلدون     | غ    | غ    | غ    | غ    | غ    | غ    | غ    | غ    | غ    | غ    |
| أمريكا المفتوحة    | د1   | د2   | د2   | د2   | غ    | د4   | ن.ن  | غ    | ت1   | د1   |

## روابط خارجية
- فريد كولستون على موقع رابطة محترفي التنس (الإنجليزية)
- فريد كولستون على موقع أرشيف التنس.كوم (الإنجليزية)